# Монте (Новара)
Монте је насеље у Италији у округу Новара, региону Пијемонт.
Према процени из 2011. у насељу је живело 31 становника. Насеље се налази на надморској висини од 616 м.